# Rebert Firmiano
Rebert Firmiano (ur. 28 lipca 1992) – brazylijski lekkoatleta.
Nie awansował do finału skoku wzwyż w 2009 roku na mistrzostwach świata juniorów młodszych. Mistrz Ameryki Południowej juniorów w skoku wzwyż z 2011 oraz szósty zawodnik mistrzostw panamerykańskich juniorów w tej samej konkurencji. W 2012 został młodzieżowym mistrzem Ameryki Południowej w skoku w dal. 
Rekordy życiowe: skok w dal – 7,73 (22 września 2012, Rio de Janeiro) / 7,96w (22 września 2012, São Paulo); skok wzwyż – 2,10 (21 sierpnia 2010, Rio de Janeiro). 

## Osiągnięcia
| Rok  | Impreza                                     | Miejsce             | Konkurencja             | Pozycja           | Wynik |
| ---- | ------------------------------------------- | ------------------- | ----------------------- | ----------------- | ----- |
| 2009 | Mistrzostwa świata juniorów młodszych       | Tyrol Południowy    | skok wzwyż              | el. – 27. miejsce | 2,00  |
| 2011 | Mistrzostwa panamerykańskie juniorów        | Miramar             | skok wzwyż              | 6. miejsce        | 2,05  |
| 2011 | Mistrzostwa Ameryki Południowej juniorów    | Medellín            | skok wzwyż              | 1. miejsce        | 2,07  |
| 2012 | Młodzieżowe mistrzostwa Ameryki Południowej | São Paulo           | skok w dal              | 1. miejsce        | 7,96w |
| 2013 | Mistrzostwa Ameryki Południowej             | Cartagena de Indias | sztafeta 4 x 100 metrów | 1. miejsce        | 39,47 |
| 2014 | Młodzieżowe mistrzostwa Ameryki Południowej | Montevideo          | skok w dal              | 1. miejsce        | 7,60  |